# Rob Verkerk

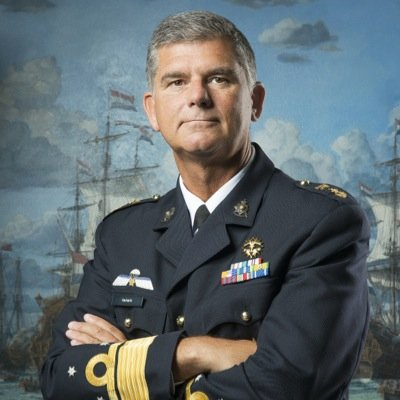
Rob Verkerk im Oktober 2014

Robert „Rob“ Verkerk (* 17. April 1960 in Den Haag) ist ein niederländischer Offizier der Marineinfanterie Korps Mariniers im Ruhestand. Er hielt zuletzt den Rang eines Generalleutnants und hatte von September 2014 bis September 2017 den Posten des Befehlshabers der Koninklijke Marine inne.

## Militärische Laufbahn
Verkerk erreichte im Jahr 1978 seinen Abschluss am Koninklijk Instituut voor de Marine, 1982 erfolgte die Verleihung des Offizierspatents. Während seiner Ausbildung belegte er diverse Kurse, darunter Lehrgänge als Kommando, Fallschirmjäger und Ski-Ausbilder. Im Anschluss machte Verkerk Karriere bei der niederländischen Marineinfanterie. So war er unter anderem als Zug- und Kompanieführer sowie als Leiter einer Stabsabteilung tätig. 1995 erhielt er den Posten eines stellvertretenden Generalstabsleiters für Planung und Befehlsgebung (G3) bei einer multinationalen Brigade in Jugoslawien. Von 1999 bis 2001 leitete Verkerk das Ausbildungszentrum des Korps Mariniers, unmittelbar darauf folgte bis 2003 das Kommando über das 2. Marineinfanteriebattalion. Als Stabsoffizier war er unter anderem an der Einführung des ersten Landing Platform Docks und des Mehrzweckversorgungsschiffes Karel Doormann für die niederländische Marine beteiligt. Des Weiteren befasste er sich mit der Neuorganisation der operativen Marineinfanterieeinheiten und hatte Anteil an der Durchführung der Marinestudie im Jahr 2005. 2007 wurde er zum Brigadegeneral befördert und erhielt das Kommando über das Korps Mariniers, das er bis zum Frühjahr 2012 innehatte.
Am 26. September 2014 trat Verkerk, nunmehr im Rang eines Generalleutnants, die Nachfolge von Vizeadmiral Matthieu Borsboom als Befehlshaber der niederländischen Marine (niederländisch Commandant der Zeestrijdkrachten) und damit einhergehend als Admiral Benelux an. Er behielt dieses Kommando bis zum 22. September 2017, als er durch Vizeadmiral Rob Kramer abgelöst wurde. Während der Übergabezeremonie auf der Marinebasis in Den Helder wurde Verkerk durch die niederländische Verteidigungsministerin Jeanine Hennis-Plasschaert zu einem Offizier des Ordens von Oranien-Nassau ernannt.